# Robert Neale
Robert Hawthorne Neale (ur. 3 maja 1914, zm. 1994) – amerykański lotnik, as myśliwski okresu II wojny światowej, najskuteczniejszy pilot Latających Tygrysów.

## Życiorys
W 1938 rzucił studia na University of Washington aby zaciągnąć się do United States Navy. Rok później ukończył szkolenie lotnicze. Służył na lotniskowcu USS Saratoga jako pilot bombowców nurkujących Curtiss SBC Helldiver i Douglas SBD Dauntless. W czerwcu 1941 wstąpił do Amerykańskiej Grupy Ochotniczej (American Volunteer Group – AVG) walczącej 
w Birmie i Chinach przeciw wojskom japońskim. Po śmierci Roberta Sandella przejął dowództwo 1 dywizjonu. Pierwsze zwycięstwo uzyskał 23 stycznia 1942 zestrzeliwując myśliwiec Nakajima Ki-27. Największy sukces osiągnął 25 lutego niszcząc w powietrzu 4 Ki-27. Za walki w Birmie otrzymał brytyjski Distinguished Service Order oraz chiński Medal Lotniczy. Neale był jednym z pięciu pilotów którzy zostali w Chinach po rozwiązaniu AVG. Przez dwa tygodnie, jako cywil, dowodził 23 dywizjonem myśliwskim w oczekiwaniu na przybycie wyznaczonego dowódcy pułkownika Roberta Scotta. Odrzucił ofertę United States Army Air Forces, która mu proponowała służbę w stopniu majora. Po powrocie do Stanów Zjednoczonych pracował jako pilot samolotów transportowych dla linii Pan American World Airways. Po zakończeniu działań wojennych prowadził ośrodek wędkarski na wyspie Camano Island niedaleko Seattle. Robert Neale zmarł w 1994.

## Zestrzelenia

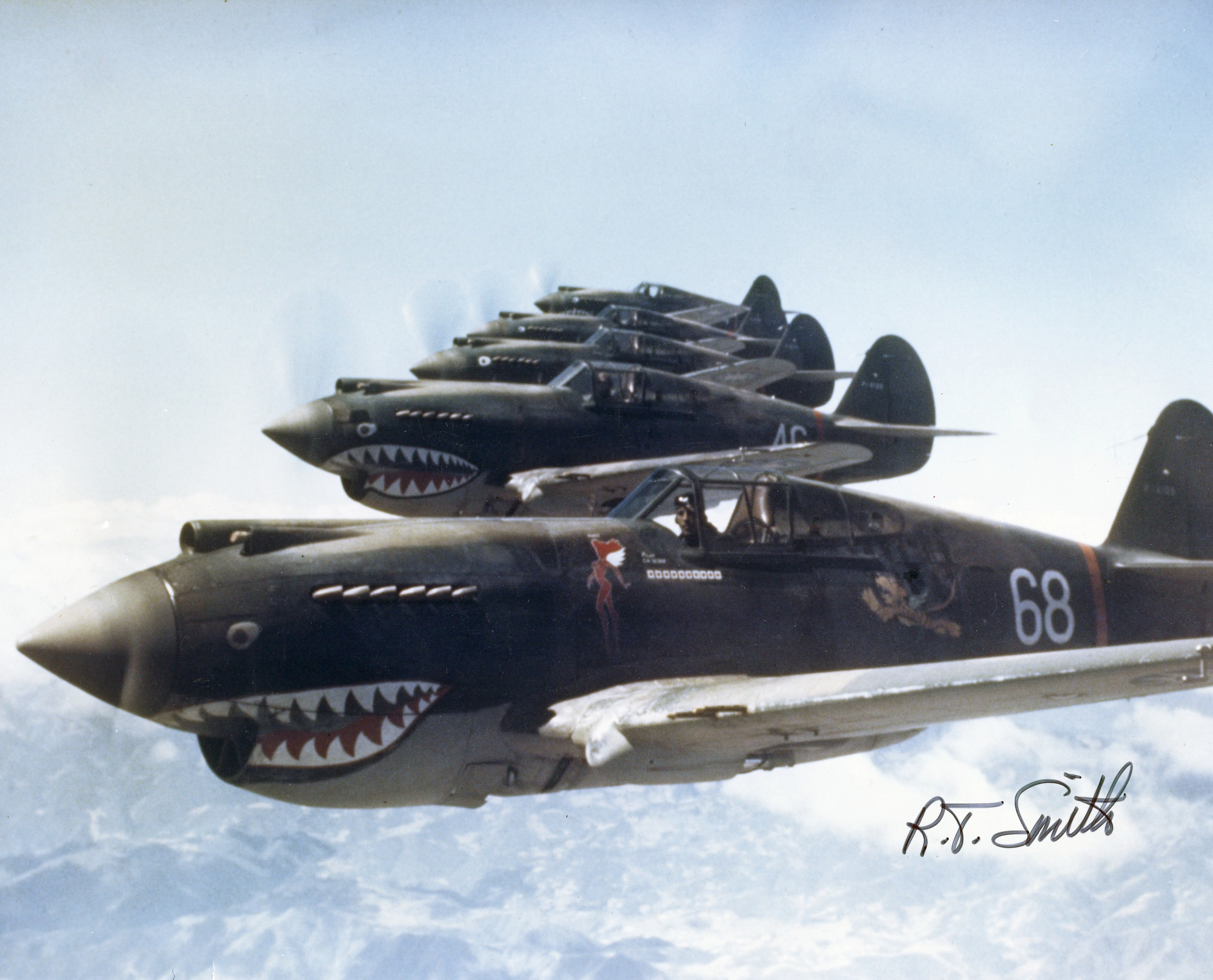
Curtissy P-40 Latających Tygrysów nad Chinami w 1942

| Data             | Zestrzeleń | Typ               |
| ---------------- | ---------- | ----------------- |
| 23 stycznia 1942 | 1          | Nakajima Ki-27    |
| 24 stycznia 1942 | 2          | Mitsubishi Ki-21  |
| 26 stycznia 1942 | 1          | Nakajima Ki-27    |
| 6 lutego 1942    | 1          | Nakajima Ki-27    |
| 25 lutego 1942   | 4          | Nakajima Ki-27    |
| 26 lutego 1942   | 3          | Nakajima Ki-27    |
| 3 maja 1942      | 1          | Mitsubishi Ki-15? |
| Suma             | 13         |                   |

## Odznaczenia
- Distinguished Service Order – Wielka Brytania
- Medal Lotniczy – Chiny